# Edoardo Ballerini

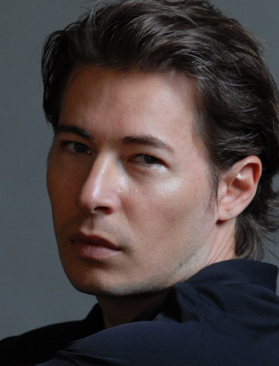
Edoardo Ballerini (2007)

Edoardo Ballerini (* 20. März 1970 in Los Angeles) ist ein italienisch-US-amerikanischer Schauspieler, Drehbuchautor, Filmregisseur und Filmproduzent.

## Leben und Karriere
Ballerini wurde in Los Angeles als Sohn von Julia und Luigi Ballerini geboren, einem aus Mailand stammenden Dichter und Professor an der UCLA. Nach dem Studium an der Wesleyan University und einer Schauspielausbildung, unter anderem am Lee Strasberg Theatre and Film Institute in New York, hatte er seine erste Rolle 1995 in einer Folge von Law & Order. Zwei Jahre später spielte er in der Komödie The Pest – Jagd auf das Chamäleon mit. Erste größeren Rollen hatte er 2000 in Romeo Must Die mit Jet Li und 2001 in Dinner Rush. 2003 schrieb er das Drehbuch für einen Kurzfilm über Rudolph Valentino, einen bekannten Stummfilmstar italienischer Herkunft, in dem er auch Regie führte und selbst auftrat. Ballerini, der bereits im Alter von zehn Jahren erste Erfahrungen auf Theaterbühnen sammelte, war auch später an mehreren Theaterproduktionen als Darsteller beteiligt. Neben zahlreichen Auftritten in Fernsehserien tritt er häufig als Erzähler in Hörbüchern in Erscheinung.
Der zweisprachig aufgewachsene und dadurch fließend Italienisch sprechende Ballerini synchronisierte seine Rolle in der italienischen Version von Dinner Rush selbst. Er hat einen Wohnsitz in New York City und in Los Angeles.

## Filmografie (Auswahl)
- 1995: Law & Order, Fernsehserie (Folge  Cruel and Unusual)
- 1996: I Shot Andy Warhol
- 1996: Der Zufallslover
- 1997: The Pest
- 1997: Sue – Eine Frau in New York
- 1998: Last Days of Disco – Nachts wird Geschichte gemacht
- 1999: Homicide, Fernsehserie (Folge  Identity Crisis)
- 2000: Romeo Must Die
- 2001: Dinner Rush
- 2002: New York Cops – NYPD Blue, Fernsehserie (Folge Hand Job)
- 2002: 24, Fernsehserie (drei Folgen)
- 2003: Threat Matrix – Alarmstufe Rot, Fernsehserie (Folge Flipping)
- 2004: Charmed – Zauberhafte Hexen, Fernsehserie (Folge The Courtship of Wyatt's Father)
- 2006: Medium – Nichts bleibt verborgen, Fernsehserie (Folge The Darkness Is Light Enough)
- 2006: Without a Trace – Spurlos verschwunden, Fernsehserie (Folge The Damage Done)
- 2006–2007: Die Sopranos, Fernsehserie (4 Folgen)
- 2008: Terminator: The Sarah Connor Chronicles, Fernsehserie (4 Folgen)
- 2009: Life is Hot in Cracktown
- 2010: Boardwalk Empire, Fernsehserie (8 Folgen)
- 2011: No God, No Master
- 2011: Body of Proof, Fernsehserie (Folge Helping Hand)
- 2012: Hellbenders
- 2013: Ripper Street, Fernsehserie (2 Folgen)
- 2013: First Impact – Der Paketbombenjäger
- 2014: Forever, Fernsehserie (Folge Skinny Dipper)
- 2015: Experimenter
- 2015–2016: Elementary, Fernsehserie (2 Folgen)
- 2016: The Unattainable Story
- 2018: 7 Splinters in Time
- 2023: A Murder at the End of the World (Fernsehserie)